# Shahaji II
Shahaji II, nato come Vikramsinhrao (Kolhapur, 4 aprile 1910 – Bombay, 9 maggio 1983), è stato un principe indiano.
Fu Maharaja di Dewas dal 1937 al 1947 e Maharaja di Kolhapur dal 1947 al 1949.

## Biografia
Nato a Kolhapur il 4 aprile 1910, era figlio del maharaja Tukojirao III di Dewas, e prima di salire al trono il suo nome era Vikramsinhrao. Alla morte del padre, nel 1937, venne chiamato a succedergli al trono di Dewas dove regnò sino al 1947.
Nel 1941 divenne tenente del 2º reggimento Maratha di fanteria leggera, distinguendosi nella campagna d'Africa nella seconda guerra mondiale al fianco dell'esercito inglese. Nel 1945 ottenne il grado di maggiore.
Dopo la morte del maharaja Shivaji VII di Kolhapur il 28 settembre 1946, venne adottato dalla moglie di Rajaram III il 31 marzo 1947 e succedette al trono col nome di Shahaji II. Per succedere al trono di Kolhapur, fu costretto ad abdicare a quello di Dewas in favore di suo figlio. Fu il primo e unico maharaja regnante di Kolhapur della dinastia Pawar.
La sua successione al trono di Kolhapur fu però di breve durata dato che il 15 agosto 1947, per la separazione tra l'India ed il Pakistan, il suo regno fu annesso all'India e perse il trono.
Il suo unico figlio, Krishnajirao III, gli era succeduto come maharaja di Dewas nel 1947, rimanendo in carica anche lui per un breve periodo.
Nel 1962 il governo indiano, in riconoscenza della sua storia, gli concesse il grado onorifico di maggiore generale, titolo del quale venne privato nel 1971 insieme a tutti i privilegi rimastigli dopo il crollo delle monarchie indiane per ordine dello stesso governo.